# Цветковский, Сампсон Васильевич
Сампсон Васильевич Цветковский — префект Могилевской духовной семинарии, а также преподаватель поэзии, риторики, философии и богословия в означенной семинарии, директор белорусских народных училищ Могилевской губернии.

## Биография
Сын казака из города Хорол, Полтавская область. Сирота. Учился в Киевской духовной академии. Дворянин.
Приглашен в 1781 преосвященным архиепископом Георгием Конисским на должность преподавателя в Могилевской духовной семинарии. В 1781 поэзии и риторики, в 1785 году был назначен на должность учителя новооткрытых семинарских классов философии и богословия и префектом семинарии. Должность префекта занимал с 1781 по 1789 год.
Г.Конисский был очень доволен им, отмечал, что C.Цветковский "отправляя должность свою и отличным речением, и учеников своих успехом, вел себя честно и добропорядочно" и заботился "тоб он напредь, яко человек нужный, в семинарии при прежней должности остался".
В 1789 был назначен "директором народных училищ". В 1793 году награжден чином Титулярного советника. В 1793 занял прежнюю должность префекта и учителя философии и богословия. В 1798 г. снова занял пост директора белорусских народных училищ Могилевской губернии.